# Dasychira exigua
Dasychira exigua är en fjärilsart som beskrevs av Candeze 1927. Dasychira exigua ingår i släktet Dasychira och familjen tofsspinnare. Inga underarter finns listade i Catalogue of Life.